# Caudipteryx
Caudipteryx ("cua ploma") és un gènere de dinosaure teròpode oviraptorosaure que va viure al Cretaci inferior (Aptià), fa uns 124,6 milions d'anys. Estava emplomat i en aparença general feia l'aspecte d'un ocell. S'han descrit dues espècies; C. zoui (l'espècie tipus), l'any 1998, i C. dongi, l'any 2000.
Les restes fòssils de Caudipteryx foren descobertes per primera vegada a la formació de Yixian de l'àrea Sihetun de la província de Liaoning, al nord-est de la Xina l'any 1997.